# NGC 6796
NGC 6796 est une galaxie spirale vue par la tranche et située dans la constellation du Dragon. Sa vitesse par rapport au fond diffus cosmologique est de 2 054 ± 11 km/s, ce qui correspond à une distance de Hubble de 30,3 ± 2,1 Mpc (∼98,8 millions d'al). NGC 6788 a été découverte par l'astronome américain Lewis Swift en 1885.
La classe de luminosité de NGC 6796 est II-III et elle présente une large raie HI. 
À ce jour, neuf mesures non basées sur le décalage vers le rouge (redshift) donnent une distance égale à 36,778 ± 2,220 Mpc (∼120 millions d'al), ce qui est tout juste à l'extérieur des valeurs de la distance de Hubble. Notons que c'est avec la valeur moyenne des mesures indépendantes, lorsqu'elles existent, que la base de données NASA/IPAC calcule le diamètre d'une galaxie et qu'en conséquence le diamètre de NGC 6796 pourrait être d'environ 18,5 kpc (∼60 300 al) si on utilisait la distance de Hubble pour le calculer.

## Supernova
La supernova SN 2012bv a été découverte dans NGC 6796 le 8 avril 2012 par l'astronome amateur japonais Masaki Tsuboi, président de la Société astronomique d'Hiroshima. Cette supernova était de type II.